# Efan Ekoku
Efangwu Goziem Ekoku, detto Efan (Manchester, 8 giugno 1967), è un ex calciatore inglese naturalizzato nigeriano, di ruolo attaccante.

## Carriera

### Club
Il 15 settembre 1993 realizzò il primo gol del Norwich City nelle coppe europee, precisamente nella partita di Coppa UEFA contro il Vitesse.

### Nazionale
Con la nazionale nigeriana ha disputato il campionato del mondo 1994.